# Hippias z Elidy
Hippias z Elidy (5. století př. n. l.) byl řecký předsokratovský filozof a vzdělanec, sofista, žák Hegesidamův, mladší současník Protagora.

## Život
Byl odborníkem v matematice, astronomii, gramatice, hudbě, literatuře, historii a ovládal některá řemesla. Platón o něm hovoří ve svých dialozích Hippias Větší a Hippias Menší jako o ješitném a arogantním muži, jeho učení popisuje jako absurdní a povrchní, což však nelze dnes posuzovat, neboť žádné jeho dílo se nedochovalo, ačkoli Platón tvrdí, že napsal mnoho knih. Pausanias zachoval jen jeden jeho epigram. V Athénách plnil roli diplomata, Platón zmiňuje jeho diplomatickou misi ve Spartě. Připomíná také, že Hippias nikdy nenosil žádné oblečení, které by si nevyrobil vlastníma rukama. Tradičně je považován za vynálezce mnemotechnických pomůcek.

## Učení
Hippias ve svých úvahách o společnosti proti sobě podle všeho postavil polaritu zákon (nomos) - příroda (fysis). Tato antiteze je typická pro většinu sofistů, kteří v ní našli nástroj na ostrou kritiku současného společenského řádu: existují společenské instituce a řády od přírody (Fysei), nebo jsou pouze výsledkem konvence (Nomó), která může zastarat a být zbavena závaznosti. Podle Hippia je zákon tyranem lidí, dopouští se mnoha násilností proti přírodě, a to tím, že lidi, kteří jsou od přírody příbuzní, blízcí a spoluobčané, uzavírá do oddělených místních pospolitostí (polis).